# Hima
Hima är ett studioalbum av den armeniska sångaren Sirusho. Det gavs ut år 2007 och innehåller 15 låtar.

## Låtlista
| Nr  | Titel                   | Längd |
| --- | ----------------------- | ----- |
| 1.  | Hima                    | 3:29  |
| 2.  | Heranum Em              | 4:03  |
| 3.  | Ser e Sa                | 3:36  |
| 4.  | Sery Mer                | 4:15  |
| 5.  | Qami                    | 4:19  |
| 6.  | Mez Vochinch Chi Bajani | 3:44  |
| 7.  | Gishery                 | 3:03  |
| 8.  | Ete Imanair             | 3:17  |
| 9.  | Mairik                  | 5:09  |
| 10. | Arjani E                | 3:50  |
| 11. | Miain Qez               | 3:29  |
| 12. | Have You                | 4:30  |
| 13. | Running                 | 4:05  |
| 14. | Don't Know              | 4:12  |
| 15. | Hima (Instrumental)     | 3:27  |